# گزده تورکر
گُزده تورکر (به ترکی استانبولی: Gözde  Türker؛ زاده ۱۷ سپتامبر ۱۹۹۵) بازیگر اهل ترکیه است.

## زندگی و تحصیلات
تورکر در ۱۷ سپتامبر ۱۹۹۵ در شهر بورسا متولد شد، وی در خانواده‌ای کم جمعیت متولد شد و یک خواهر بزرگتر از خود دارد.تورکر در رشته‌ی تئاتر از دانشگاه هنرهای زیبای معمار سنان فارغ‌التحصیل شد.

## حرفه
تورکر ار ۹ سالگی وارد عرصه بازیگری شد. او بازیگری حرفه‌ای را در ۱۸ سالگی با ایفای نقش صفیه در مجموعه تلویزیونی حریم سلطان آغاز کرد، سپس در مجموعه‌های پویراز کارایل و عروس استانبولی حضور یافت، تورکر با ایفای نقش هاریکا مانیاسلی در مجموعه تلویزیونی خواهر و برادرانم به شهرت بسیاری رسید.

## زندگی شخصی
گزده تورکر در ۲۴ ژوئیه ۲۰۲۱ با آنیل گولر تاجر ترک ازدواج کرد. او هم اکنون در شبکه‌اجتماعی اینستاگرام ۱/۴ میلیون دنبال‌کننده دارد.

## فیلم‌شناسی
| مجموعه تلویزیونی | مجموعه تلویزیونی | مجموعه تلویزیونی | مجموعه تلویزیونی |
| سال              | عنوان            | نقش              | جزئیات           |
| ---------------- | ---------------- | ---------------- | ---------------- |
| ۲۰۱۳             | حریم سلطان       | صفیه خاتون       | نقش مکمل         |
| ۲۰۱۶             | پویراز کارایل    | ملیس             | نقش مکمل         |
| ۲۰۱۸             | عروس استانبولی   | اُلفت             | بازیگر میهمان    |
| ۲۰۲۱–۲۰۲۲        | خواهر و برادرانم | هاریکا           | نقش مکمل         |
| ۲۰۲۳             | پرچم سرخ         | آسلی             | نقش مکمل         |
| 2025             | çift kişilik oda | Gamze Parlak     | نقش اصلی         |